# صبي جميل (فلم 2018)
فتى جميل (بالإنجليزية: Beautiful Boy)هو فيلم درامي أمريكي عن السيرة الذاتية لعام 2018 من إخراج فليكس فان جروينيجين، يتميز لأول ظهور له باللغة الإنجليزية. السيناريو، كُتب بقلم لوك ديفيس وفان جروينيجين، يستند إلى مذكرات صبي جميل: رحلة أب عبر إدمان ابنه بقلم ديفيد شيف وقرص: النمو على الميثامفيتامين بقلم نيك شيف. إن أبطال الفيلم ستيف كارل، وتيموثي شالامي، ومورا تيرني، وإيمي رايان، ويتعامل الفيلم مع علاقة الأب والابن المتوترة بشكل متزايد بسبب إدمان الأخير للمخدرات.
عُرض الفِلم لأول مرة عالميًا في مهرجان تورونتو السينمائي الدولي في 7 سبتمبر/أيلول 2018، وأُصدر مسرحيًا في الولايات المتحدة في 12 أكتوبر/تشرين الأول 2018 من قبل استوديوهات أمازون. كان الفِلم مخيبًا للآمال في شباك التذاكر، إذ حقق 16 مليون دولار بميزانية قدرها 25 مليون دولار. ومع ذلك، فقد تلقى مراجعات إيجابية بشكل عام من النقاد، الذين أشادوا بأداء كارل وشالاميت. حصل الممثل شالاميت لعمله على ترشيحات لجوائز غولدن غلوب، وجوائز نقابة ممثلي الشاشة، وجوائز بافتا، وجوائز اختيار النقاد، من بين أمور أخرى.

## الحبكة
اختفى المراهق«نيك»نجل الكاتب في صحيفة نيويورك تايمز ديفيد شيف، وعاد للظهور في منزلهم بعد يومين. عند رؤية علامات واضحة لتعاطي المخدرات، يأخذ ديفيد ابنه نيك إلى عيادة إعادة التأهيل. احرز تقدمًا، ونقل نيك إلى منزل منتصف الطريق بموافقة أطباء نيك. وبعد أيام، يختفي نيك، ويجده ديفيد في الشوارع.
يكشف نيك بالعودة إلى مركز إعادة التأهيل أنه كان يتعاطى العديد من المخدرات، من ضمنها الكريستال ميث. أكمل نيك في النهاية برنامج إعادة التأهيل، ورؤية تحسيناته، إلى جانب التفكير بالتمني، سمح ديفيد لنيك بالذهاب إلى الكلية بمفرده ليصبح كاتبًا. تبدأ بشكل جيد رزانة عقل نيك وحريته المكتشفة حديثًا، إذ يصبح طالبًا جيدًا، ويبدأ علاقة مع زميلة صفه جوليا. أثناء عشاء عائلي سعيد في منزل والدا صديقته، يجد نيك علبة من الحبوب في خزانة الأدوية الخاصة بهم ويبتلع واحدة. بعد هذه الحادثة، ينتكس ببطء، مما يتسبب في انفصال جوليا عنه، وتصاعد تعاطيه للمخدرات حتى يشتري الهيروين في النهاية. في هذا الوقت تقريبًا، بدأ ديفيد يشك في سلوكه المتغير ببطء، فقرر قراءة مذكرات نيك. مما أثار رعبه أن نيك ملأ نصف الصفحات بوصف إدمانه المتزايد بشكل ملون من خلال الكلمات المقلقة والرسوم الكاريكاتورية المزعجة. كتب نيك في إحدى الصفحات الأخيرة عن الصعوبات التي واجهها في الحصول على الميثامفيتامين في الجامعة، لكنه تمكن من الحصول على بعض الهيروين.
يشعر ديفيد عند عودته إلى المنزل أن نيك يتعاطى المخدرات مرة أخرى، ويغادر نيك من تلقاء نفسه، ويشعر برهاب الأماكن المغلقة من شكوك والده حول تعاطيه للمخدرات. يلتقيان ديفيد ونيك أخيرًا، ويطلب نيك من والده المال حتى يتمكن من الذهاب إلى نيويورك. مُدركًا أن الأموال من شبه المؤكد ستذهب نحو المخدرات، يرفض ديفيد، ويغادر نيك غاضبًا. تلّقى ديفيد لاحقًا مكالمة هاتفية من مستشفى في نيويورك تفيد بأن نيك قد تناول جرعة زائدة. يطير ديفيد هناك لاستعادته، بعد التحدث مع زوجته السابقة ووالدة نيك فيكي، يقرر إرسال نيك للعيش معها في لوس أنجلوس.
كان لنيك بداية جديدة في لوس أنجلوس. يحضر اجتماعات برنامج الاثنتي عشرة خطوة، ويقضي وقتًا مع كفيله سبنسر، ويعمل أيضًا في عيادة أدوية لمساعدة المرضى الجدد في التغلب على إدمانهم. بعد أربعة عشر شهرًا من دون تناول المخدرات، يقود نيك سيارته لزيارة ديفيد وعائلته. مشاهدة نيك يعود إلى طبيعته القديمة، ويتفاعل بسعادة مع إخوته غير الأشقاء الأصغر منه، يفتخر ديفيد برصانة ابنه الجديدة، كما هو الحال مع زوجته كارين. أثناء مغادرته لمنزلهم، مع ذلك، يعاني نيك من موجة اكتئاب مفاجئة، يستاء من رزانة نفسه، ويخشى الانتكاس. يقدم سبنسر الدعم المعنوي لنيك عبر الهاتف، ولكن دون جدوى. لاحقًا من تلك الليلة، يقود نيك سيارته إلى سان فرانسيسكو، حيث يصادف لورين، زميلته المدمنة على المخدرات من ماضيه، ويعترف برغبته في الاحتفال، على الرغم من كونه نظيفًا لفترة من الوقت. يشتريان الاثنان مخدرات مختلفة في الشوارع، إذ يشرعان في حقنها معًا في منزل لورين، حيث يمارسان الجنس.
يستعد ديفيد للبحث عن نيك، عندما يعلم أنه قد اختفى مرة أخرى، لكن كارين تعترض بأنه فعل كل مايمكن عمله من أجل نيك، ولا يستطيع فعل أي شيء لإصلاح إدمانه، الذي يقبله ديفيد بقلٍب حزيٍن. يومًا ما، اقتحما نيك ولورين المنزل بينما لم يكن ديفيد وعائلته موجودين هناك، واستعادوا بعض الأشياء الثمينة. تعود العائلة إلى المنزل ويغادران بسرعة. في البداية، لم يتم اكتشافهم، لكن ابن ديفيد الآخر جاسبر لاحظ نيك، وذهبا كل من ديفيد وكارين للعثور عليهم. تطاردهم كارين في سيارتهم لكنها تتوقف وتسمح لهم بالقيادة.
تناولت لورين جرعات زائدة، لكن نيك أعاد إحيائها وأرسلت إلى المستشفى. يتصل نيك بديفيد باكيًا ويطلب الإذن بالعودة إلى المنزل، وهو ما يرفضه والده. يستمر نيك في المناشدة، لكن ديفيد يغلق الخط وينهار باكيًا. يائسًا، يتناول نيك جرعات زائدة، لكنه ينجو. يزورونه كل من ديفيد وفيكي في المستشفى، ويحتضنان ديفيد ونيك بالدموع.
تكشف العناوين الختامية أن نيك لم يكن مدمنًا للمخدرات لمدة ثماني سنوات، ولم يكن ذلك ممكنًا لولا حب ودعم عائلته وأصدقائه.

## ممثلين
- ستيف كارل في دور ديفيد شيف
- تيموثي شالاماي في دور نيكولاس«نيك»شيف
  - جاك ديلان غرازر في دور نيك شيف البالغ من العمر 12 عامًا
  - زاكاري ريفكين في دور نيك شيف البالغ من العمر 8 سنوات
  - كيو لورانس في دور نيك شيف البالغ من العمر 4 و 6 سنوات
- مورا تيرني في دور كارين بربور شيف
- كايتلين ديفير في دور لورين
- ليزا جاي هاميلتون في دور روز
- تيموثي هوتون في دور دكتور براون
- أندريه رويو في دور سبنسر
- إيمي رايان في دور فيكي شيف
- إيمي فورسيث في دور ديان
- ريكي لو في دور ديستني
- ستيفاني سكوت في دور جوليا

## الإنتاج
أُعلن في عام 2008 أن شركتي باراماونت بيكتشرز وبي بلان إنترتينمينت قد حصلتا على حقوق الفيلم لكتابي صبي جميل: رحلة أب عبر إدمان ابنه، بقلم ديفيد شيف، وقرص: النمو على الميثامفيتامين، بقلم ابنه نيك شيف.
كلا الكتابين يدور حول إدمان نيك والتعافي في نهاية المطاف. أعلن الاستوديو والمنتجون أنهم سيستخدمون الكتب المنشورة مؤخرًا لتأطير صورة عن إدمان المخدرات، من وجهة نظر كل من مدمن الميثامفيتامين الشاب والأب الذي يجد نفسه عاجزًا عن إيقاف التدهور السريع لأوضاع ابنه. أُعلن في عام 2011، أن الكاتب والمخرج كاميرون كرو قد كتب سيناريو بناءً على الكتب. ذكرت ذا راب في عام 2012، أن كرو كان يتطلع إلى إخراج الفيلم من نصه الخاص بعد تغليف فيلمه الرومانسي الوها ، مع مشاركة نيو ريجينسي في المشروع بعد انسحاب بارامونت. أٌفيد في ديسمبر/كانون الأول 2013، أن مارك والبيرغ كان يدور حول دور ديفيد شيف، مع بقاء كرو مرتبطًا بالإخراج المباشر.
أعلنت مجلة فارايتي في عام 2015 أن المخرج البلجيكي فيليكس فان جروينيجين قد تولى منصب المخرج، بسيناريو جديد كتبه الكاتب الأسترالي لوك ديفيس. في يناير/كانون الثاني 2017، أفيد أن ستيف كارل وويل بولتر كانا مرتبطين بالنجم في المشروع، بصفتهما الأب والابن على التوالي. كان ديدي غاردنر وجيريمي كلاينر وبراد بيت المنتجين الرئيسيين. اأُختير تيموثي شالاماي في فبراير/شباط عام 2017 رسميًا في الفيلم بدور نيك شيف، مقابل كاريل بصفته والد شخصيته. قال فان جرونينجين في عام 2018، إنه من بين أكثر من 200 شريط تلقاه من ممثلين يختبرون أداء دور نيك، برز تشالاماي على الفور. وأضاف: "على الرغم من أننا تعمدنا عدم اختيار ممثل معروف في وقت الاختبارات... هناك عبء أقل، الآن بالطبع، إنه أمر رائع... لم يتوقع أحد أنه سيصبح فجأة مشهورًا عالميًا، لكنه يستحق ذلك تماما. إذا كانت شهرته يمكن أن تساعد في جلب الشباب إلى السينما، فلا يسعني إلا أن أشيد بها. في مارس/آذار 2017، انضم كل من إيمي رايان، ومورا تيرني،  وكايتلين ديفير، وتيموثي هوتون، وليزا جاي هاميلتون إلى طاقم الفيلم. كان هذا بمثابة عودة لبطولة كاريل وريان معًا بالإضافة إلى ذلك كزوجين على الشاشة منذ الموسم السابع من ذا أوفيس/المكتب. في أبريل 2017، انضم أندريه رويو أيضًا. قبل التصوير، رتّب فان جرونينجن لمدة أسبوعين تدريبات مع طاقم الفيلم، وهي ممارسة شائعة في الإنتاج في موطنه بلجيكا ولكن ليس في هوليوود.

### التصوير
بدأ التصوير الرئيسي في 27 مارس/أذار 2017، واستمر حتى مايو/أيار 2017 في لوس أنجلوس وسان فرانسيسكو وما حولهما. استخدم مصمم الإنتاج إيثان توبمان المنزل من المسلسل التلفزيوني أكاذيب كبيرة صغيرة موقعًا للتصوير، إذ أجرى تعديلات متعددة بما في ذلك على العدادات.
كانت المشاهد الأولى في تصوير الفيلم هي الأكثر حدة، وفقًا لفان جروينيجين، وتضمنت دخول شخصية شالاماي إلى المستشفى بسبب جرعة مفرطة من المخدرات. وُجهت تعليمات لشالاماي بإنقاص وزنه قبل أسبوعين من تصوير مشاهد المستشفى، استراح لاحقًا للتعافي من أجل إكمال بقية التصوير. صرّح شالاماي كان هناك العديد من زيارات الطبيب والمكالمات القريبة خلال التصوير، قائلاً: «عقلك يعلم أنك تمثل، لكن عندما تخسر عشرين باوندًا وتكون تحت آلة المطر لمدة ثماني مرات مرتديًا قميصًا، فإن جسدك لا يعرف أنك تمثل.»
استغرق تحرير الفيلم سبعة أشهر بالإجمال، وأُعيد تصوير الفيلم خلالها بالكامل عدة مرات. في البداية، لم يشارك نيكو لونين، المتعاون مع فان جروينيجين منذ وقت طويل، في المشروع؛ مع ذلك، أصبح فان جروينيجين غير راضٍ عن عملية التحرير وأحضر ليونين إلى لوس أنجلوس لإعادة بناء الفيلم.

## الإطلاق
عُرض الفيلم لأول مرة عالميًا في مهرجان تورونتو السينمائي الدولي في 7 سبتمبر/أيلول 2018، بحضور الممثلين والمخرج، إلى جانب ديفيد ونيك شيف الذين ظهروا بشكل مفاجئ بعد العرض الأول. صدرَ الفيلم في صالات السينما في الولايات المتحدة في 12 أكتوبر/تشرين الأول 2018، وصدرَ في المملكة المتحدة في 18 يناير/كانون الثاني 2019. أصبح الفيلم متاحًا للبث على أمازون برايم في 3 يناير 2019.

### مراجعات الفيلم

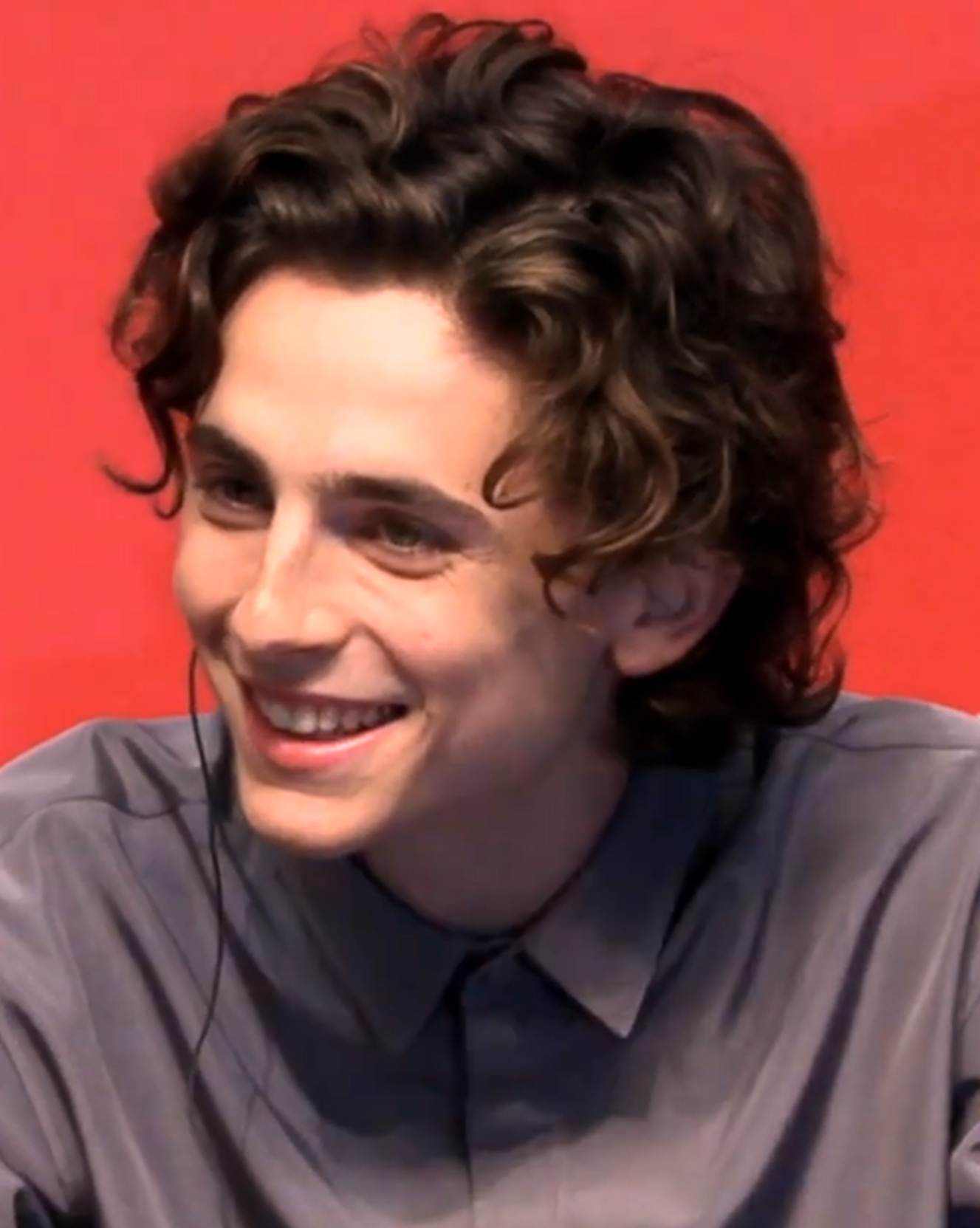
تلقى أداء تيموثي شالاميت تعليقات إيجابية من النقاد وحصل على ترشيحاته الثانية لجائزة جولدن جلوب وجائزة نقابة ممثلي الشاشة وترشيحه الثالث لجائزة بافتا.

## الاستقبال